# Alfabet walijski
Alfabet walijski – alfabet oparty na alfabecie łacińskim, służący do zapisu języka walijskiego. Składa się z 29 następujących liter, w tym dwuznaków uznawanych za litery:
| A a | B b   | C c | Ch ch | D d   | Dd dd | E e   |
| F f | Ff ff | G g | Ng ng | H h   | I i   | J j   |
| L l | Ll ll | M m | N n   | O o   | P p   | Ph ph |
| R r | Rh rh | S s | T t   | Th th | U u   | W w   |
| Y y |       |     |       |       |       |       |

Litery takie, jak J, K, Q, V, X oraz Z we współczesnym alfabecie walijskim nie występują.
W 1987 r. w ortografii walijskiej pod przewodnictwem profesora Stephena J. Williamsa wprowadzono pewne zmiany, w tym włączono do alfabetu literę J. Nie wszyscy jednak przestrzegają ustalonych wówczas zasad, używając starszej pisowni.
Oprócz tego, wydłużenie samogłosek oznacza się daszkiem: Â, Ê, Î, Ô, Û, Ŵ, Ŷ.